# كارولين هارون
كارولين هارون (بالإنجليزية: Caroline Aaron)‏ (ولدت في 7 أغسطس 1952)  ممثلة ومنتجة أفلام أمريكية .

## روابط خارجية
- كارولين هارون على موقع IMDb (الإنجليزية)
- كارولين هارون على موقع ألو سيني (الفرنسية)
- كارولين هارون على موقع أول موفي (الإنجليزية)
- كارولين هارون على موقع قاعدة بيانات برودواي على الإنترنت (الإنجليزية)
- كارولين هارون على موقع قاعدة بيانات الأفلام السويدية (السويدية)
- كارولين هارون على موقع إن إن دي بي (الإنجليزية)
- كارولين هارون على موقع قاعدة بيانات الفيلم (الإنجليزية)
- كارولين هارون على موقع كينوبويسك (الروسية)